# Benedetta Bolognesi
Benedetta Bolognesi és biotecnòloga i doctora en química per la Universitat de Cambridge. Des d'octubre de 2018 lidera el grup Protein Phase Transitions in Health and Disease a l'Institut de Bioenginyeria de Catalunya (IBEC).
Va estudiar un grau en Biotecnologia a la Università degli Studi di Pavia. Des del 2007 fins al 2011 va realitzar un doctorat en química sota la direcció del professor Chris Dobson a la Universitat de Cambridge. L'any 2011 es trasllada a Barcelona per realitzar una estada PostDoctoral al Centre de Regulació Genòmica (CRG) sobre la toxicitat de certs gens quan es sobreexpresen.
Des de l'any 2018 dirigeix el grup Protein Phase Transitions in Health and Disease a l'IBEC que te com a objectiu quantificar l'efecte de milers de mutacions sobre les porteïnes per crear mapes de mutacions que puguin explicar diferents malalties neurodegeneratives.